# エイチジェイ
株式会社エイチジェイ（英: HJ）は、東京都渋谷区に本社を置き、メディア事業、広告代理店事業、イベント事業、WEB事業、店舗事業を行う日本の企業である。

## 概要
「⼥⼦⾼⽣ミスコン」「男⼦⾼⽣ミスターコン」の企画運営といったメディア事業を主軸に、インフルエンサーマーケティングや商品PR等を⾏う広告代理店事業、飲⾷店等の店舗事業、ファッションショー等のイベント事業、ティーン雑誌と連携したWEB事業など、ティーンに向けたメディア・マーケティング・セールスプロモーション・店舗・イベント・WEB を連動し、リアルとデジタルを融合したコンテンツの創出を手掛けている。
2019年7月11日、SPINNSとパートナーシップを締結した。
2024年、「女子高生ミスコン」、「男子高生ミスターコン」を「株式会社with t」へ分社化。

## 事業

### メディア事業
「女子高生ミスコン」、「男子高生ミスターコン」、「女子高生ラボ★47」、「egg」、「Happie nuts」、「KOGYARU」、「I LOVE mama」、を企画運営している。
「女子高生ミスコン」では、プリ機をエントリーの窓口とし、審査過程においてもプリ機やTwitterなどを通して女子高生が審査方法を採用している。2017年にはLINEからのエントリー、SHOWROOM審査を導入。2017年から2018年の広告換算値合計は、7億7千万円。
「男子高生ミスターコン」は、男子高生に夢とチャンスを与えるべく2013年より関東限定で開催された。2015年度より、“にほんいち、かっこいい男子校生”を同世代である高校生らが選ぶという、コンセプトのもと全国規模に拡大して開催。2017年はSNOWと協業して約10,000人のエントリーを獲得。SNSによる投票数も50万票を超えた。2017年から2018年の広告換算値合計は、8億8千万円。
「女子高生ラボ★47」は「女子高生のパワーで日本を元気に!!」をコンセプトに掲げ、各々の地元である都道府県をPRする女子高生で形成される全国の女子高生ネットワーク。メンバー数は、全国で60人にまでのぼる。

### ライバーエージェント事業
サポートメンバーが1500人を超える国内最大規模の配信者ユニット「Dream Cast47」をはじめとする1500人以上をサポート。2020年2月2日には、「LINE LIVE Presents LIVER AWARD 2019」にて『GOOD PARTNER賞』を受賞した。Dream Cast47のメンバーも多数選出され「TOP LIVER」として表彰された。
同年3月13日には、一般財団法人LINEみらい財団と連携し、新型コロナウイルスの影響で休校となり授業を受けられない中高生を対象とした、LINE LIVEからの英語や国語のライブ授業が配信された。

### その他
その他にも広告代理事業、イベント事業、店舗事業を行っている。